# Binicalsitx-Binimasso
Le talayot de Binicalsitx et la taula de Binimasso sont deux édifices situés dans la commune de Ferreries, sur l'île de Minorque, dans l'archipel des Baléares, en Espagne. Les deux édifices, datés de l'Âge du fer, appartenaient à l'origine à un même village talayotique.

## Protection
La taula de Binimassó et le talayot de Binicalsitx ont été déclarés biens d'intérêt culturel respectivement en 1966 (sous la référence 51-0003462) et en 2001 (sous la référence 55-0000678).

## Situation

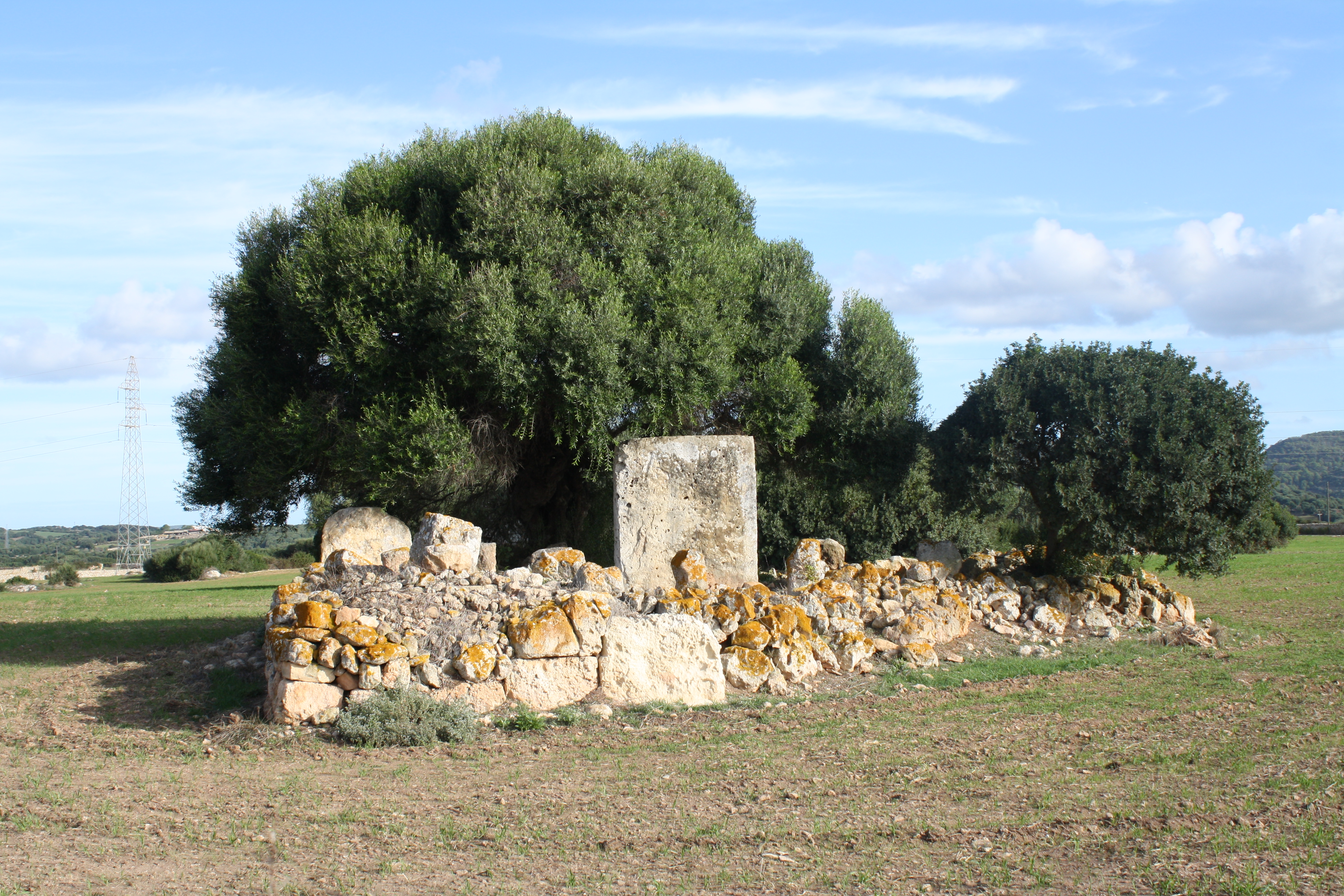
Vestiges de la taula de Binimassó.

Le talayot de Binicalsitx est situé à 25 m au sud-est de la taula de Binimassó. Un second talayot a été édifié au-dessus d'une grotte, à environ 50 m au nord de la taula, mais il est désormais complètement ruiné et recouvert par la végétation. Les trois bâtiments appartenaient probablement à l'origine à un seul et même village talayotique dont tous les autres édifices ont été détruits, notamment les maisons.

## Description
Bien que le talayot de Binicalsitx soit désormais en partie ruiné, les vestiges encore visibles correspondent à un édifice de taille considérable. Il devait à l'origine comporter une pièce à l'étage, dont une partie des murs est encore visible. Depuis son sommet, on peut apercevoir les deux talayots de Calafí, situés à environ 350 m au sud-est, celui de Torretrencada, situé à environ 6 km au nord-ouest, et jusqu'à la mer (située à environ 10 km).
De la taula, il ne demeure que des vestiges de l'enceinte en forme de fer à cheval et le pilier support mesurant 2,65 m de haut sur 2 m de large et 0,50 m d'épaisseur. Le chapiteau a disparu.